# Gyenyisz Vlagyimirovics Pusilin
Gyenyisz Vlagyimirovics Pusilin (oroszul: Дени́с Влади́мирович Пуши́лин, ukránul: Денис Володимирович Пушилін; Makijivka, 1981. május 9. –) a szakadár Donyecki Népköztársaság vezetője 2018 óta. Elődje, Alekszandr Zaharcsenko bombatámadásban meghalt.

## Életrajza
Pusilin a makijivkai bányaváros szülötte, a helyi kohászati gyár munkásainak, Vlagyimir Pusilinnak és Valentyina Haszanovának a fia. A makijivkai városi tanács orosz állami iskolájában, a makijivkai líceumban érettségizett.
Katonai szolgálatát Pusilin 1999–2000 között az ukrán Nemzeti Gárdában végezte a krími különleges bevetési zászlóalj katonájaként.